# Schwarzberg (hrad)
Schwarzberg, lidově též zvaný Goßdorfer Raubschloss (Goßdorfský loupežný zámek) nebo hrad Schwarzbach, je hradní zřícenina výšinného skalního hradu umístěná na žulovém ostrohu v nadmořské výšce 260 m v blízkosti Goßdorfu (místní část města Hohnstein v Sasku) u ústí Schwarzbachu do Sebnice.

## Historie

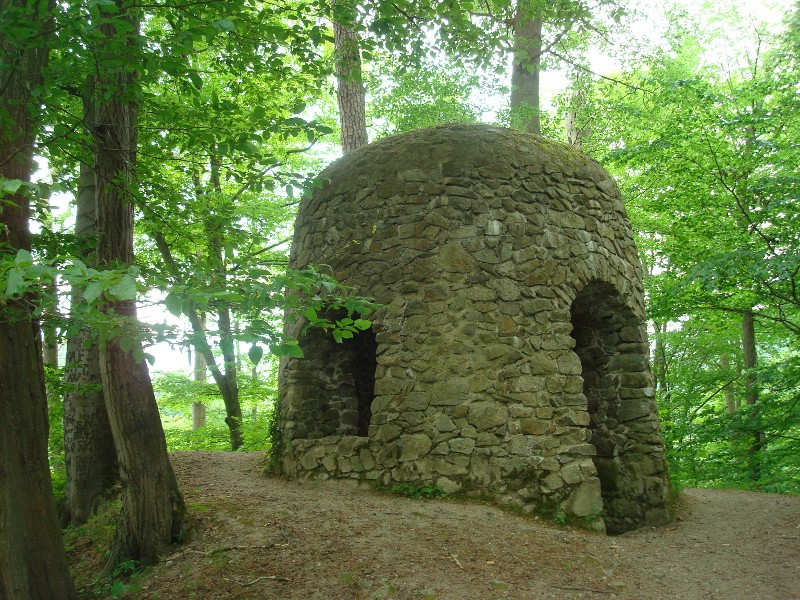
Kruhová věž

Hrad je prvně písemně zachycen v přehledu císaře Karla IV. z roku 1372. Původní název není znám a označení Schwarzberg pochází z pozdější doby. Stejně jako nedaleký hrad Hohnstein patřil Schwarzberg českému šlechtickému rodu Berků z Dubé. Pravděpodobně byl postaven jako strážní hrad chránící důležitou obchodní stezku procházejí údolím a směřující z Bad Schandau do Neustadtu a dále na sever do Lužice. Kromě toho sloužil hrad ke spojení dvou hlavních berkovských hradů hohnsteinsko-wildensteinského panství, tedy Wildensteinu a Hohnsteinu. Patrně zde sídlil Jindřich Berka z Dubé, potomek hohnsteinských Berků, který roku 1410 zdědil panství Wildenstein. Hrad mohl být opuštěn kvůli přesídlení na hrad Wildenstein. Roku 1443 připadl hrad saským kurfiřtům. Roku 1456 byl hrad uváděn na první místě na seznamu kamenných hradů náležejících k Hohnsteinu. Patrně v druhé polovině 15. století začal hrad pustnout a sloužil jako obydlí loupežníků. Známý je případ více než šedesáti ozbrojených lapků z Čech ze dne 20. února 1475, kteří zde přespali.
Jako připomínku středověkého hradu v duchu romantismu nechal majitel rytířského statku v Ulbersdorfu na zbytcích zdí roku 1858 vystavět umělé ruiny s přístavbou kruhové věže a zdi s lomeným obloukem. Dva metry silné zdi na západní straně hlavní budovy a zbytky opevnění pocházejí z původního hradu. Hluboké zaklenuté prostory a hradní studna jsou zavalené, padací most naproti Goßdorfskému kopci celý zanikl. Na Zámecké louce dole v údolí Schwarzbachu se předpokládají budovy sloužící rytířskému jezdectvu.
Roku 2003 prošla hradní zřícenina rekonstrukcí.

## Turistika
K hradu vede červeně značená turistická trasa směřující severně a severozápadně ke Goßdorfu a Hohnsteinu, jižně do Národního parku Saské Švýcarsko a údolím řeky Sebnice do města Sebnitz. Údolím Schwarzbachu prochází navazující žlutě značená trasa.

## Pověsti a literatura
- Hledač pokladů na Goßdorfském loupežném zámku (pověst)
- Hvězdopravec na Goßdorfském loupežném zámku (románově zpracovaná pověst)
- Černý loupežný zámek u Goßdorfu (román)
- Černá smrt v roce 1349 v míšeňské vysočině (román)